# Kabuntalan
Kabuntalan è una municipalità di quinta classe delle Filippine, situata nella Provincia di Maguindanao, nella Regione Autonoma nel Mindanao Musulmano. Tra l'ottobre 2006 e il luglio 2008 ha fatto parte della Provincia di Shariff Kabunsuan (di cui era il capoluogo), creata con decreto regionale annullato successivamente dalla Corte Suprema delle Filippine.
Nel dicembre 2006 11 baranggay sono stati scissi per formare la nuova municipalità di Northern Kabuntalan.
Kabuntalan è formata da 17 baranggay:
- Bagumbayan
- Buterin
- Dadtumog (Dadtumeg)
- Gambar
- Ganta
- Katidtuan
- Langeban
- Liong
- Lower Taviran
- Maitong
- Matilak
- Pagalungan
- Payan
- Pedtad
- Pened
- Poblacion
- Upper Taviran